# Ostraće
Ostraće en serbe latin et Ostraq en albanais (en serbe cyrillique : Остраће) est une localité du Kosovo située dans la commune/municipalité de Leposavić/Leposaviq, district de Mitrovicë/Kosovska Mitrovica. Selon des estimations de 2009 comptabilisées pour le recensement kosovar de 2011, elle compte 191 habitants, dont une majorité de Serbes.

## Géographie
Ostraće/Ostraq est situé à 12 km au nord de Leposavić/Leposaviq, sur la rive droite de la rivière Ibar.

## Histoire
Sur le territoire du village se trouve le site de la mine médiévale d'Ostraća, ainsi que les ruines de l'église du cimetière d'Ostraće Donje et les ruines d'une tour de guet ottomane.

## Démographie

### Évolution historique de la population dans la localité
| 1948 | 1953 | 1961 | 1971 | 1981 | 1991 | 2009 |
| ---- | ---- | ---- | ---- | ---- | ---- | ---- |
| 426  | 469  | 468  | 474  | 431  | 355  | 191  |

|  |